# Северно дерби
Северно дерби се нарича сблъсъкът между Хамбургер ШФ и Вердер Бремен. Мачът между дублиращите отбори е известен като Малкото градско дерби. Това е най-често играният мач в Първа Бундеслига, защото това са отборите с най-много сезони в нея – Хамбургер е единственият отбор, който никога не е изпадал, а Вердер е единственият отбор, който е бил извън нея в само един сезон.

## История на дербито
За първи път Северното дерби се състои на 13 март 1927 г., като Хамбургер печели с 4:1 като гост в мач за Северногерманското първенство. Следващият мач е осем години по-късно, като това е най-резултатният мач и най-голямата победа на Хамбургер – 9:1. Следва ново прекъсване до края на 1947 г., когато Оберлига Север става една от петте регионални лиги, съставляващи най-високото ниво на германския футбол по това време, а Северното дерби започва да се играе ежегодно. В тези години Хамбургер има превъзходство, а едва в последните години преди създаването на Първа Бундеслига през 1963 г. Вердер успява да се утвърди като втора сила в региона. Любопитна част от сблъсъците между двата отбора са четирите мача в рамките на само 19 дни – един за първенство, полуфинал за Купата на Германия и две полуфинални срещи за Купата на УЕФА. Хамбургер е в борбата и за трите титли, но след загуба с 2:4 след изпълнение на дузпи за купата, отпадане за Купата на УЕФА с общ резултат 3:3 и по-малко голове на чужд терен и загуба за първенство с 2:0 в Бремен, остава с празни ръце. Загубата в мача-реванш за Купата на УЕФА е особено болезнена, защото до 83-тата минута общият резултат е 2:2 и мачът отива към продължения. Тогава Михаел Гравгаард се опитва да върне топката към вратаря, но не успява да я уцели добре, защото преди да я изрита тя отскача от смачкан на топче лист хартия, хвърлен на терена малко по-рано от фен на Хамбургер; топката излиза в корнер, след чието изпълнение Вердер повежда с 3:1.
До сезон 2014/2015 Северното дерби се е състояло общо 146 пъти във всички турнири, от които 100 пъти в Първа Бундеслига. Вердер има 55 победи, 41 равенства и 50 загуби при голова разлика 254:239.

## Инциденти
На 17 октомври 1982 г. в близост до стадиона на Хамбургер член на групировката Лъвове хвърля камък по фенове на Вердер. Шестнадесетгодишният Адриан Малайка е уцелен в тила, а последствие ритан, докато лежи на земята, и умира на следващия ден, като това става първият смъртен случай в историята на германския футбол, свързан с футболното хулиганство. До този момент въпреки съперничеството на терена отношенията между феновете се считат за спокойни, но инцидентът разклажда омраза и въпреки че по-късно същата година по инициатива на директорите на отборите Гюнтер Нецер и Вили Лемке фенове на двата отбора сключват т. нар. Примирие от Шийсел, в което се отказват от следващи актове на отмъщение, напрежението остава, а мачовете винаги са охранявани от множество полицаи. По време на мач през 2004 г. фенове на Хамбургер скандират „Адриан Малайка, камъните продължават да летят“, а привържениците на Вердер отговарят с транспарант с британски бомбадировачи над Хамбург (бомбардировките на Хамбург по време на Втората световна война са най-тежките в историята на въздушните бойни действия до този момент).
В Северното дерби, играно на 20 септември 1989 г. принудително приключва кариерата на капитана на Хамбургер Дитмар Якобс. При бърза контраатака за Вердер Уинтън Руфър прехвърля вратаря на Хамбургер, а притичалият Якобс избива топката от голлинията, но се оплита в мрежата. Оказва се, че е паднал върху куката, която я придържа към земята. Куката се забива дълбоко в гърба му и чак след 20 минути след неуспешен опит куката да бъде срязана с ъглошлайф, докторът на отбора успява да освободи Якобс, изрязвайки със скалпел парче месо около забитата кука. След като раната зараства, Якобс подновява тренировки, но на тях усеща болка и проблеми с движението и се подлага на повторни изследвания. Оказва се, че при изваждането му от вратата са прерязани няколко нерва на сантиметри от гръбначния стълб и тъй като не могат да се възстановят, болките продължават и това го принуждава да прекрати кариерата си.
На 7 май 2008 г. при атака на Хамбургер Ивица Олич е фаулиран брутално от вратаря на Вердер Тим Вийзе, който излиза на границата на наказателното поле и със скок напред с крак, вдигнат на нивото на главата, изритва Олич. Потърпевшият има късмет, защото успява инстинктивно миг преди удара да извърти главата си настрани и вместо нея Вийзе уцелва рамото. Олич се отървава с натъртване на рамото и врата, а Визе за всеобщо учудване – само с жълт картон и тъй като не бива изгонен, не получава допълнително наказание. „Кунг фу ритникът“ предизвиква разгорещени дискусии в Германия, а президентът на Байерн Мюнхен – Франц Бекенбауер – определя атаката на Визе като „почти опит за убийство“. Коментарът на Визе е: „Съжалявам, че лекичко го закачих. Друг съдия може би щеше да покаже червен картон, но на мен въобще не ми пука. Спечелихме мача и затова ситуацията вече не ме интересува. Освен това мъничко играх с топката.“ (всъщност Визе въобще не играе с топката). В прокуратурата е получен сигнал за опит за убийство, а полицията разпитва двамата играчи, но Олич още след мача заявява, че не иска да съди Вийзе и следствието е прекратено.

## Рекорди
Резултатност
- Най-резултатен мач: Хамбургер – Вердер 9:1 (5 август 1959)
- Най-голяма победа за Хамбургер: 9:1 (5 август 1959)
- Най-голяма победа за Вердер: 6:0 (1 май 2004)
- Най-резултатно равенство: Хамбургер – Вердер 3:3 (13 септември 1958)
- Най-голяма победа за Хамбургер в Първа Бундеслига: 5:0 (22 март 1980, 15 май 1982)
- Най-голяма победа за Санкт Паули в Първа Бундеслига: 6:0 (1 май 2004)

Серии
- Най-много поредни победи за Хамбургер: 3 (1927 – 1947, 1951 – 1952, 1967 – 1968)
- Най-мачове без загуба за Хамбургер: 12 (1927 – 1952)
- Най-много поредни победи за Вердер: 6 (1952 – 1955)
- Най-мачове без загуба за Вердер: 8 (1963 – 1967)

Посещаемост
- Най-много зрители: 57 000 (13 май 2006, 23 септември 2006, 7 май 2008, 20 декември 2009)
- Най-малко зрители: 6600 (1 септември 1935)

Играчи
- Най-много мачове в Първа Бундеслига: Манфред Калц (Хамбургер ШФ) – 31[9]
- Най-много мачове за Вердер в Първа Бундеслига: Дитер Бурденски, Хорст-Дитер Хьотгес – 26[9]
- Най-много голове в Първа Бундеслига: Хорст Хрубеш (Хамбургер ШФ), Франц-Йозеф Хьоних (Хамбургер ШФ), Арнолд Шюц (Вердер Бремен), Клаудио Писаро (Вердер Бремен) -7[10]

## Статистика
| Надпревара               | Мачове | Хамбургер | Равенства | Вердер | ГР      |
| ------------------------ | ------ | --------- | --------- | ------ | ------- |
| Оберлига (1947 – 1963)   | 32     | 12        | 7         | 13     | 75:62   |
| Първа Бундеслига (1963-) | 100    | 31        | 33        | 36     | 148:149 |
| Купа на Германия         | 11     | 6         | 1         | 4      | 32:23   |
| Евротурнири              | 2      | 1         | 0         | 1      | 3:3     |
| Други                    | 1      | 0         | 0         | 1      | 1:2     |
| Общо                     | 146    | 50        | 41        | 55     | 254:239 |